# Bad Company (film, 1925)

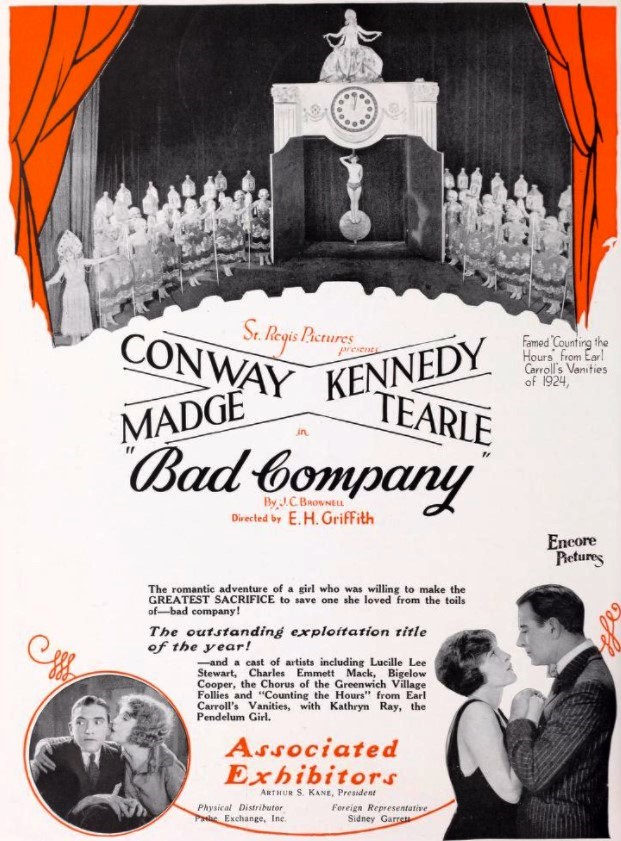
Annonce pour le film dans The Moving Picture World.

Pour les articles homonymes, voir Bad Company.
Bad Company est un film américain réalisé par Edward H. Griffith et sorti en 1925.

## Synopsis
James Hamilton et son ami Peter Ewing viennent en aide à une jeune femme qui fait semblant de s'évanouir. Ils sont surpris lorsqu'elle leur dérobe leur argent. Lors d'une réception, l'une des invitées est Gloria Waring, une star de la comédie musicale, et James, frappé par sa ressemblance avec la femme qui les a volés, retrouve une partie de son déguisement. Mise devant le fait accompli, elle avoue avoir adopté cette méthode pour obtenir le testament de son père, dans un effort désespéré pour éviter que la fortune laissée à son frère ne tombe entre les mains d'une aventurière nommée Teddy.

## Fiche technique
- Réalisation : Edward H. Griffith
- Scénario : George V. Hobart, Arthur Hoerl d'après The Ultimate Good de John C. Brownell[2]
- Producteur : 	St. Regis Pictures
- Photographie : Marcel Picard, Walter Arthur
- Distributeur : Associated Exhibitors
- Durée : 50 minutes (6 bobines)[3],[4]
- Date de sortie :
  - États-Unis : 15 février 1925

## Distribution
- Madge Kennedy : Gloria Waring
- Bigelow Cooper : Peter Ewing
- Conway Tearle : James Hamilton
- Lucille Lee Stewart : Teddy Lamont

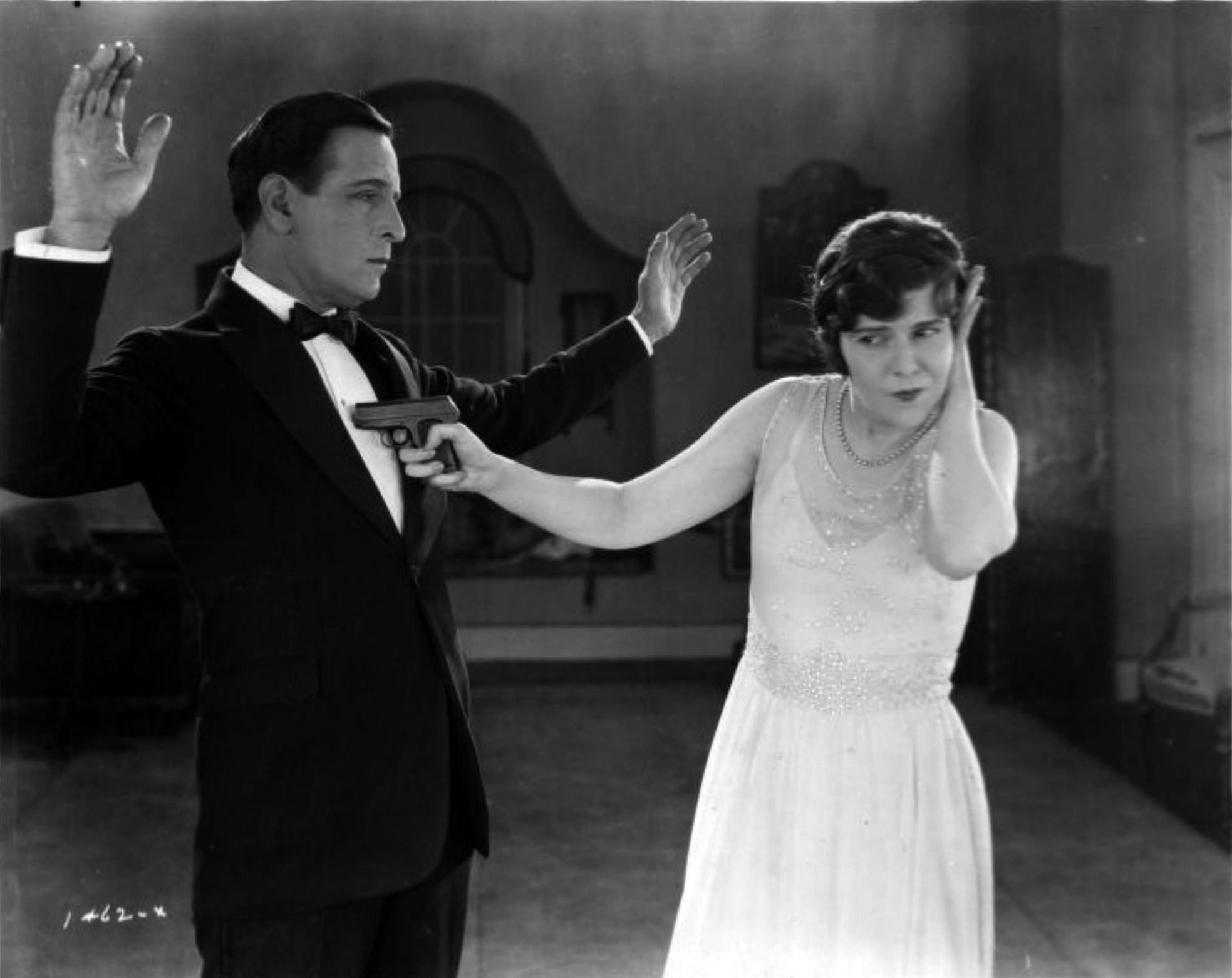
Conway Tearle et Madge Kennedy dans une scène du film.

- Charles Emmett Mack : Dick Reynolds